# ووت ایکس‌اف۵یو
ووت ایکس‌اف۵یو (به انگلیسی: Vought XF5U) یک جنگنده دوموتوره آزمایشی ساخت شرکت هواپیماسازی ووت برای نیروی دریایی ایالات متحده در جریان جنگ جهانی دوم بود که تنها دو فروند از آن ساخته شد. این هواگرد دارای ساختاری غیر مرسوم با بدنه ای مسطح بود.